# Симонова, Ольга Михайловна (актриса)
Ольга Михайловна Симонова (род. 25 мая 1972, Севастополь) — российская актриса.

## Биография
Родилась 25 мая 1972 года в Севастополе. Жила в Балаклаве. В школьные годы училась вместе с будущим космонавтом Антоном Шкаплеровым.
Свою актёрскую карьеру она начала вместе с будущим мужем Игорем Волошиным в молодёжном драматическом «Театре на Большой Морской» в Севастополе. Позднее они вместе переехали в Москву. 
Актриса неоднократно снималась в фильмах своего супруга, среди которых — «Медея», «Подвал», «Бедуин», «Я», «Охота на зайцев», а также в сериале «Скорый „Москва-Россия“». 
Наибольшую известность ей принесла роль Риты Кадетовой в фильме «Бедуин» (2011). За эту работу она получила несколько престижных наград: премию за лучшую женскую роль на Международном кинофестивале «Евразия» (2011), приз за лучшую женскую роль на Международном фестивале фильмов о любви в Монсе (2012), а также была признана лучшим европейским актёром 2012 года по версии Национального союза итальянских кинокритиков. В 2013 году она также удостоилась награды за лучшую актёрскую игру на Фестивале российского кино в Тунисе.

## Фильмография
| Год  |   | Название                 | Роль               |
| ---- | - | ------------------------ | ------------------ |
| 2003 | ф | Одиссея. Год 1989        | Ляля               |
| 2003 | ф | Охота на зайцев          | мать               |
| 2009 | ф | Я                        | Линда              |
| 2011 | ф | Бедуин                   | Рита Кадетова      |
| 2014 | с | Скорый «Москва — Россия» | ведьма на пристани |
| 2018 | ф | Подвал                   | Таня               |
| 2022 | ф | Медея                    | Лиза               |